# Noyers-Pont-Maugis
Noyers-Pont-Maugis – miejscowość i gmina we Francji, w regionie Grand Est, w departamencie Ardeny.
Według danych na rok 1990 gminę zamieszkiwało 738 osób, a gęstość zaludnienia wynosiła 79 osób/km².